# Shebeen

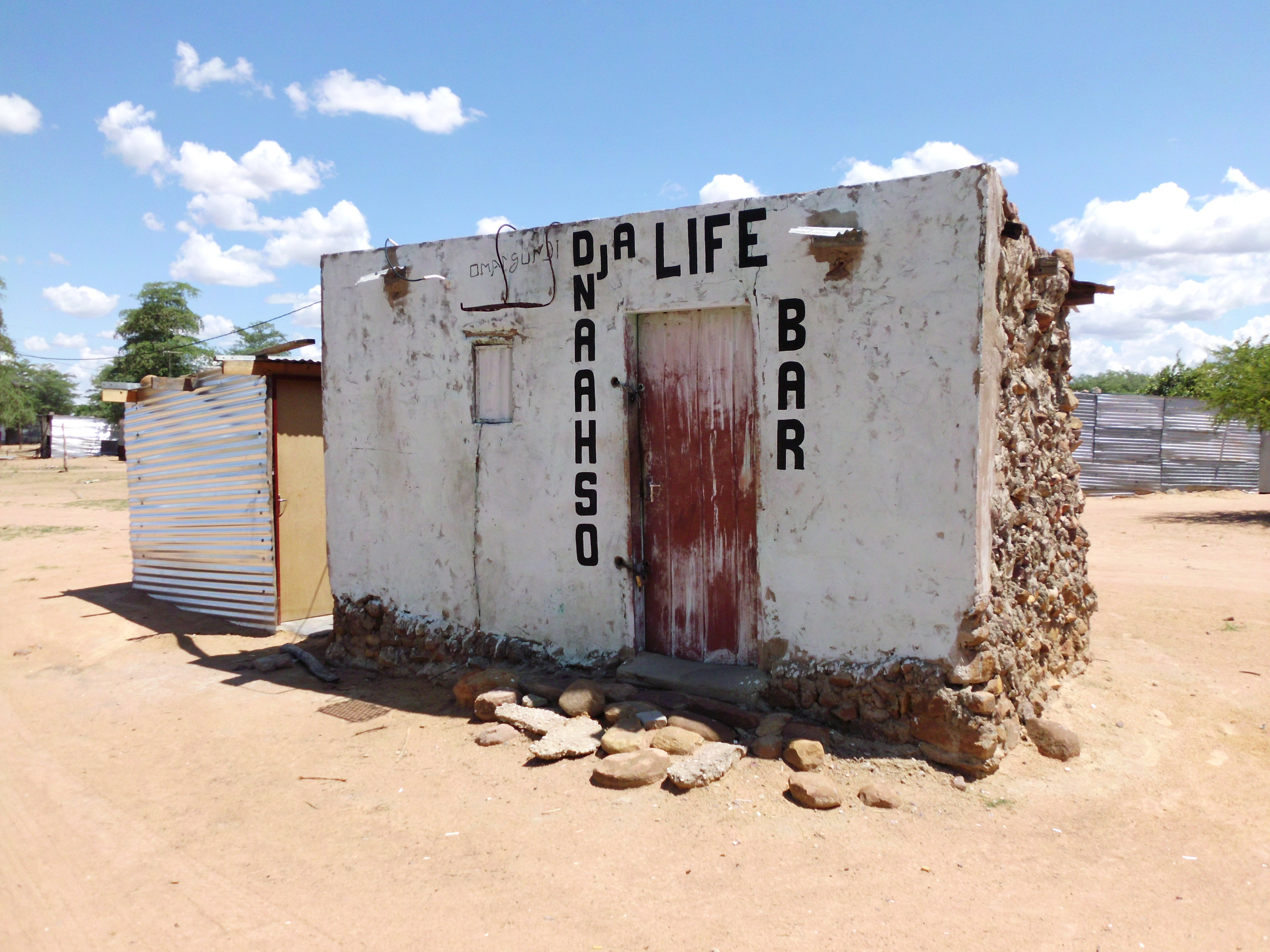
Shebeen in Omuthiya im Norden Namibias (2011)

Shebeen (die Shebeen; ursprünglich: irisch síbín, vermutlich von séibín, „Krüglein“) ist eine Bezeichnung für eine – meist – illegal bzw. informell betriebene Kneipe. Der Begriff stammt aus Großbritannien, wo vor allem früher in Irland und Schottland Alkoholika ohne die nötige Lizenz verkauft wurden. In Amerika wurden Shebeens von Iren eingeführt, die in Anthrazit-Minen in Pennsylvania arbeiteten; diese wurden von einem Anführer der Organisation Molly Maguires geführt, der in Scranton gehängt wurde.
Mittlerweile ist Shebeen auch die Bezeichnung für Bars in den Slums in den Ländern des südlichen Afrika, insbesondere Südafrika, Namibia (dort auch selten Cuca Shop wie in Angola genannt) und Lesotho. Während der Zeit der Apartheid waren Shebeens wichtige Orte, an denen sich nicht nur Nachbarn, sondern auch politische Aktivisten trafen.
Shebeens sind meist einfach eingerichtet: Wellblech-Decken und Wände, eine häufig vergitterte Bar, ein paar Barhocker, ein Billardtisch, Geldspielautomaten, Plakate an den Wänden und oft auch Werbe-Gimmicks von diversen Brauereien. In der Regel entsprechen sie nicht den hygienischen Anforderungen an einen Schankbetrieb. Zu trinken gibt es dort meist selbst gebrautes Bier (je nach Region zum Beispiel umqombothi oder joala), Flaschen- oder Dosenbier von Brauereien, Schnäpse, Wein und Softdrinks.

## Namibia
Allein rund um Windhoek wird ihre Zahl auf etwa 6000 geschätzt, von denen viele nicht die nötige Gewerbelizenz besitzen. In Namibia sind viele Betreiber in der Namibia Retailing Traders Association (NRTA) bzw. der Namibia Shebeen Association (Nasa) organisiert. Diese setzt sich dafür ein, diese Schenken zu legalisieren.

## Galerie

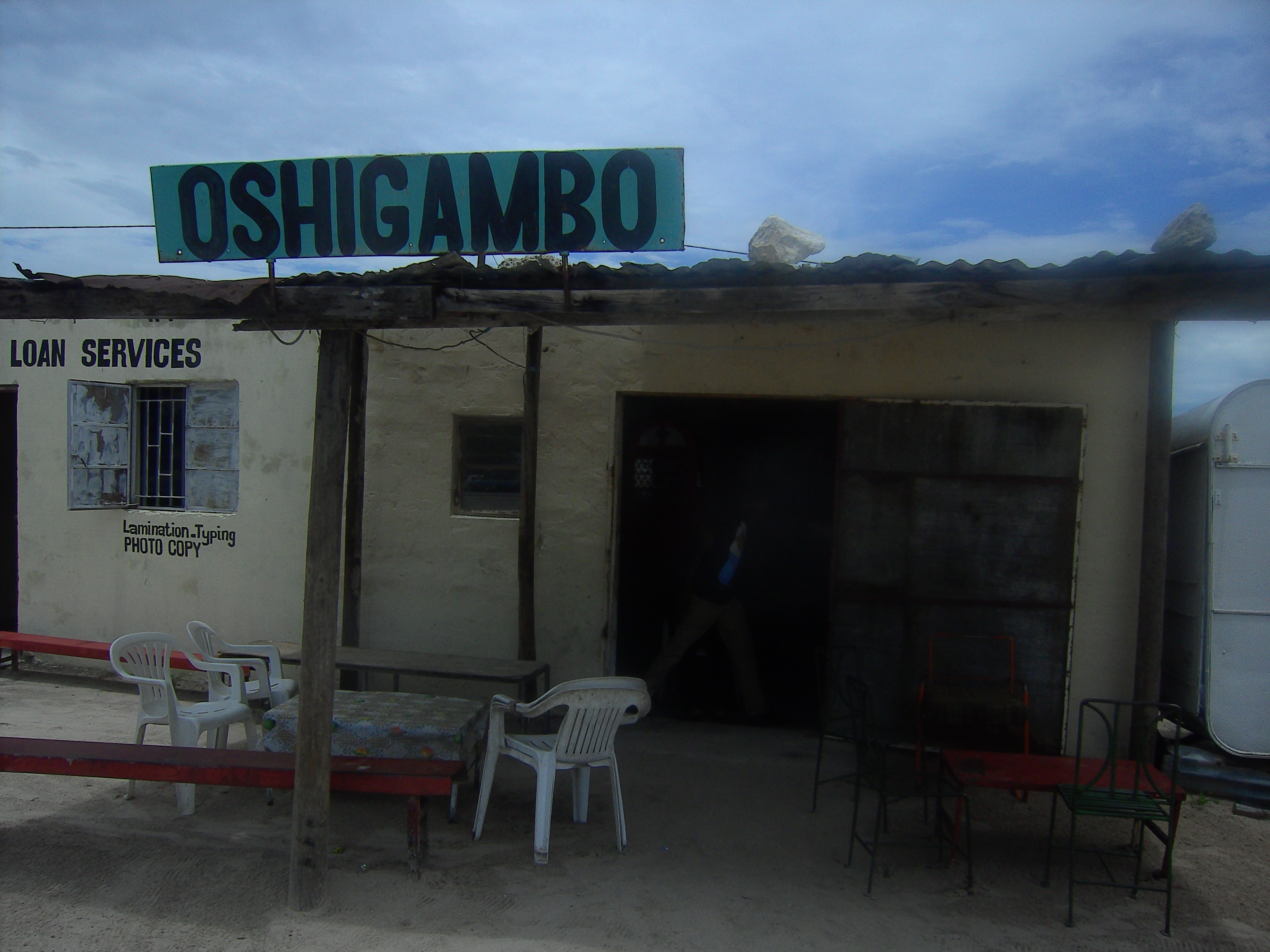
Shebeen außerhalb von Ruacana in Namibia (2011)
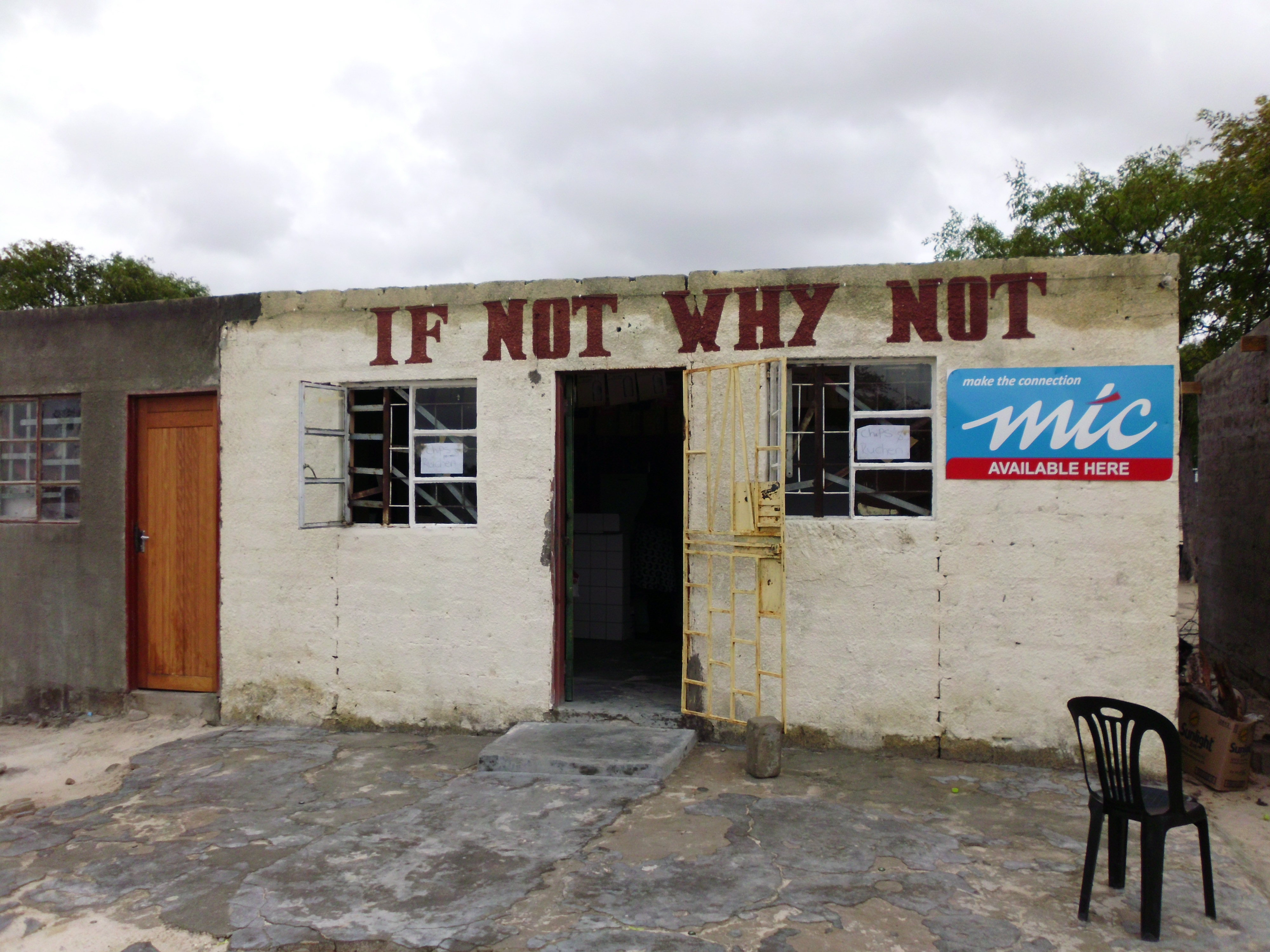
Shebeen zwischen Ondangwa und Oshakati (Namibia, 2011)
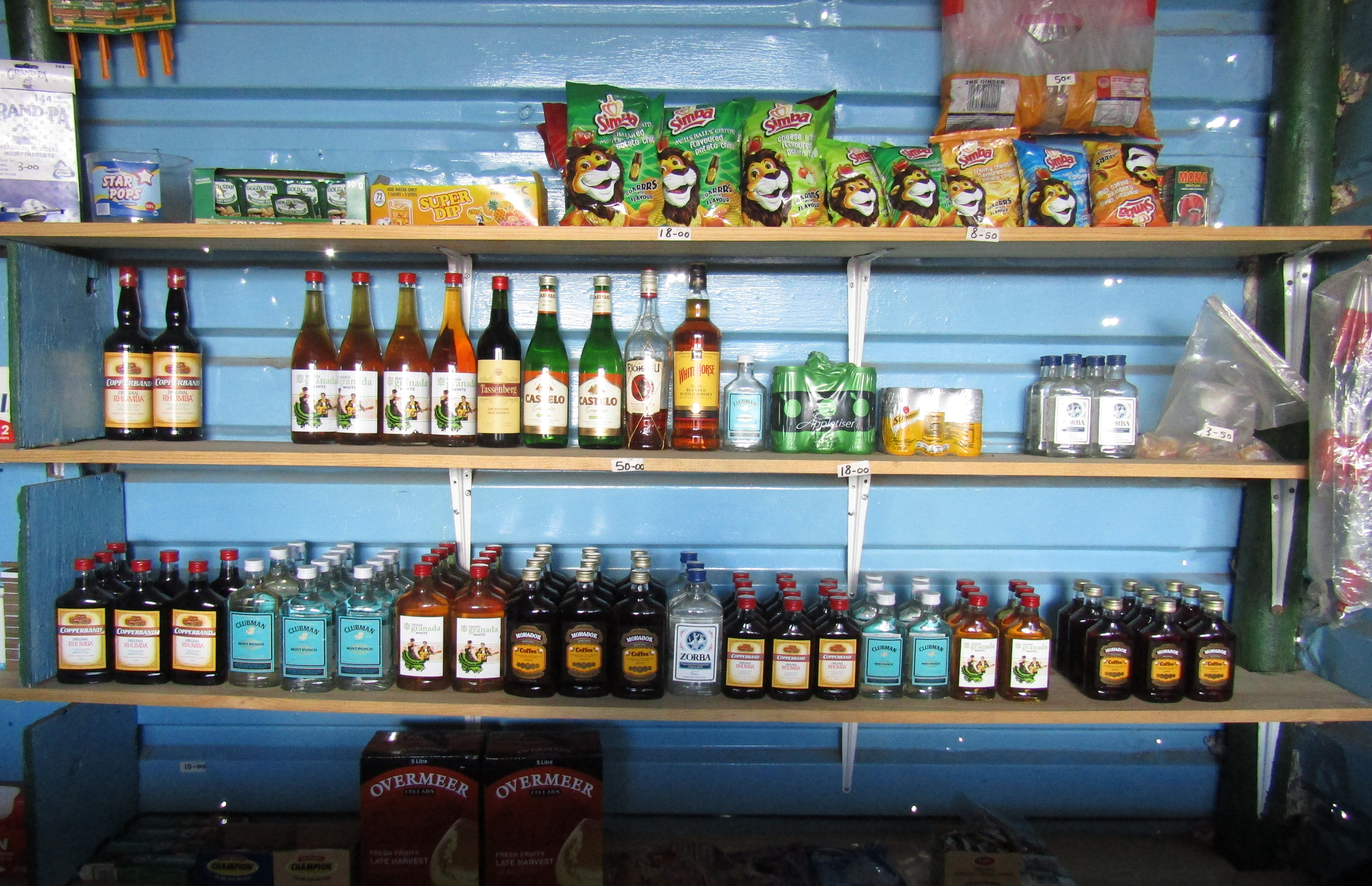
Warenangebot in einer Shebeen in Gobabis (Namibia, 2016)